# Automeris seclusa
Automeris seclusa är en fjärilsart som beskrevs av Eugène Louis Bouvier 1930. Automeris seclusa ingår i släktet Automeris och familjen påfågelsspinnare. Inga underarter finns listade i Catalogue of Life.